# CYP6G1
CYP6G1基因或称为DDT-R是黑腹果蝇（Drosophila melanogaster）基因组中涉及杀虫剂DDT（双对氯苯基三氯乙烷）抵抗的基因，位于果蝇的2号染色体，编码的蛋白质属于细胞色素P450超家族，可将DDT氧化代谢掉。